# Eublemma candicans
Eublemma candicans is een vlinder uit de familie van de spinneruilen (Erebidae). De wetenschappelijke naam van deze soort werd voor het eerst voorgesteld als Cucullia candicans door Jules Pierre Rambur in een publicatie uit 1858.

## Verspreiding
De soort komt voor in de droge steppeachtige gebieden van Zuid-Spanje, Marokko, Algerije en Tunesië.

## Vliegtijd
De vlinder vliegt van mei tot in augustus in één generatie.